# Errollyn Wallen

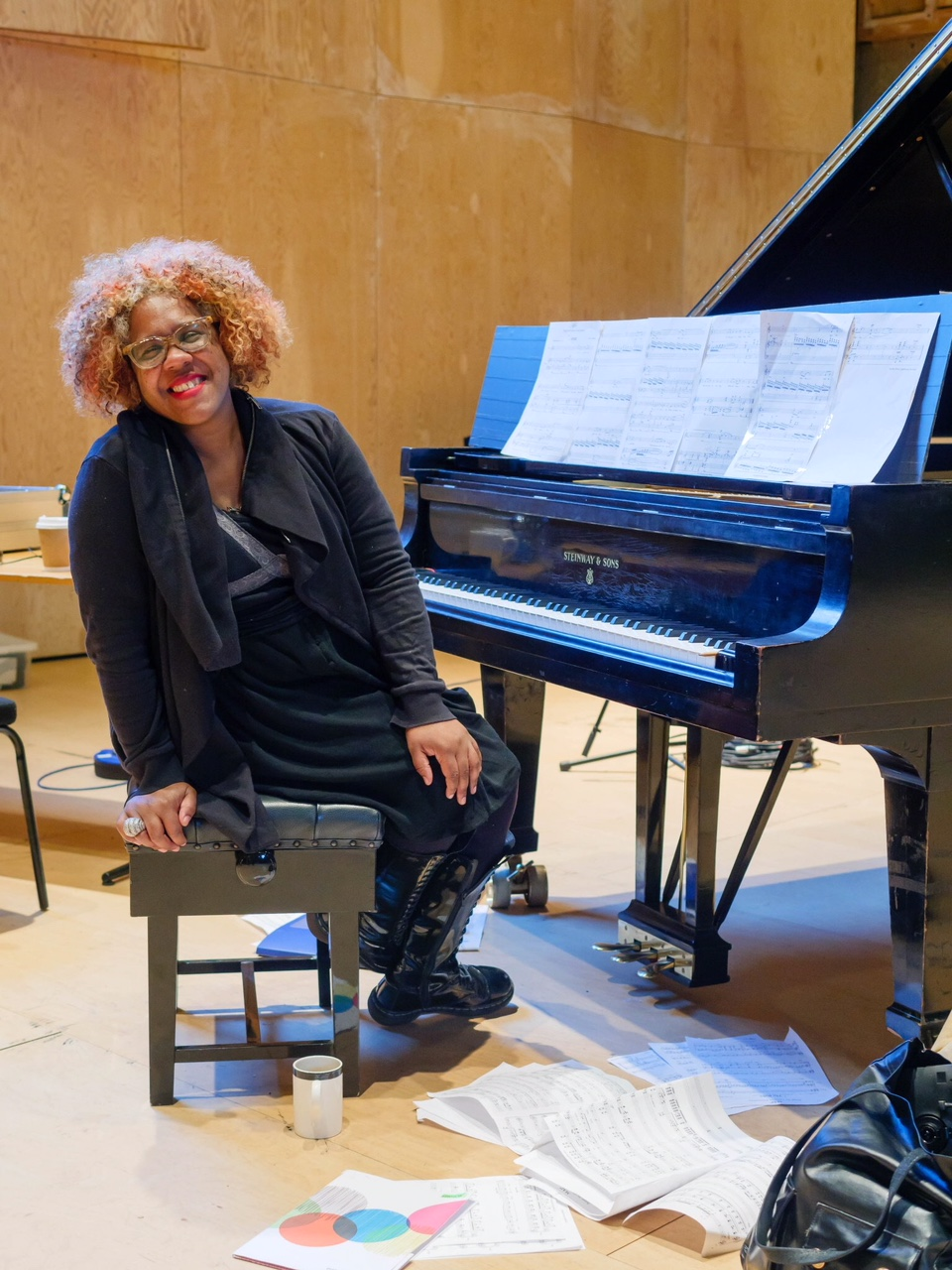
Errollyn Wallen, 2018

Errollyn Wallen CBE (* 10. April 1958 in Belize City) ist eine in Belize geborene britische Komponistin, Pianistin und Sängerin. Seit 2024 trägt sie den Ehrentitel Master of the King’s Music.

## Leben
Die aus der (damaligen) Kronkolonie British Honduras stammende Errollyn Wallen lebt seit ihrem zweiten Lebensjahr auf den Britischen Inseln. Dort nahm sie Tanzunterricht an der Maureen Lyons School of Dancing und der Urdang Academy in London, anschließend von 1976 bis 1978 am Dance Theatre of Harlem in New York City. Es folgten ein Musikstudium am Goldsmiths College in London sowie ein Kompositionsstudium bei Nicola LeFanu und David Lumsdaine am Londoner King’s College (1983), mit Masterabschluss am King’s College in Cambridge.
Etliche Kompositionen aus ihrer Frühphase entstanden für das von Wallen selbst gegründete Ensemble X. 1993 wurde ihre Kammeroper Four Figures with Harlequin vom Garden Venture of Covent Garden uraufgeführt. In der Folge entstandene Kompositionen sind vielfach Auftragswerke, so des Hallé-Orchesters, der Birmingham Contemporary Music Group, des Royal Ballet, der BBC und anderen.
Errollyn Wallen war die erste farbige Komponistin, von der ein Werk bei den Proms erklang (1998, Concerto for Percussion and Orchestra), außerdem die erste Frau, die für ihr Gesamtwerk einen Ivor Novello Award für Klassische Musik erhielt (2013). Sie schrieb Musik zur Eröffnung der Paralympischen Spiele 2012, für das Goldene und das Diamantene Jubiläum der britischen Königin, ein Lied für die Klimakonferenz COP 26 (2021) und ein Neuarrangement von Jerusalem für die Last Night of the Proms 2020.
2020 erhielt Errollyn Wallen eine Gastprofessur für Komposition am Royal Conservatoire of Scotland.
2024 wurde sie von Charles III. in Nachfolge von Judith Weir zum Master of the King’s Music ernannt.
Eines ihrer Geschwister ist der Trompeter Byron Wallen.

## Werk
Errollyn Wallens Werk umfasst Instrumentalwerke, Vokalkompositionen und zahlreiche Bühnenwerke, darunter die Oper Dido’s Ghost (2021 im Londoner Barbican Centre uraufgeführt). Sie verbindet in ihrer Musik eine große Vielfalt von Stilen aus Klassischer Musik, Jazz und Pop.
2023 erschien ihre Autobiographie Becoming a Composer.